# Bourtangermoeras

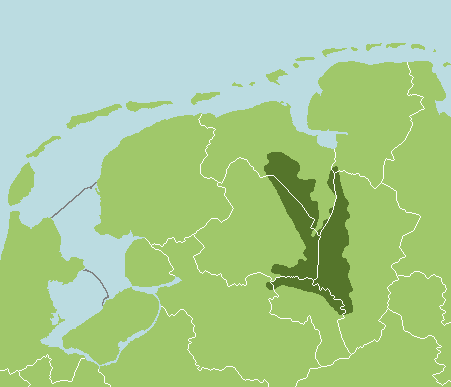
Locatie van het voormalige Bourtangermoeras. Het moeras is nog veel groter geweest dan op dit niet gedateerde kaartje.

Het Bourtangermoeras (ook: Bourtangerveen; Duits: Bourtanger Moor) was een groot hoogveengebied in Oost-Drenthe, Oost-Groningen en Emsland (Duitsland). Het is vanaf de middeleeuwen grotendeels ontgonnen, waardoor er aan het begin van de 21e eeuw slechts kleine restanten van over zijn.

## Omvang
Het Bourtangermoeras had de vorm van een V. De westelijke poot besloeg het oerstroomdal van de Hunze, werd in het westen begrensd door de Hondsrug en strekte zich in het noorden uit tot bij Groningen. De oostelijke poot lag in het stroomdal van de Eems. De zuidpunt van het gebied lag bij Lingen. Tussen de beide poten lag Westerwolde. Het moeras was ten tijde van zijn grootste uitbreiding 3000 km² groot. Het lag voor twee derde in wat tegenwoordig Nederlands grondgebied is en voor een derde in wat nu Duitsland is. Verreweg het grootste deel van het moeras bestond uit hoogveen.

## Ontstaan
Het Bourtangermoeras ontstond rond 5850 v.Chr. onder invloed van de sterk stijgende zeespiegel, waardoor de beken in het gebied hun water niet meer kwijt konden en in plaats daarvan hun achterland steeds verder vernatten. Het eerste hoogveen ontstond daarbij aan de bovenloop van de Hunze, ter plaatse van het Bargerveen, om zich vandaar uit in de vorm van moerasveen steeds verder te verspreiden: eerst ten oosten van de Ruiten Aa tot in Duitsland, rond 2750 v.Chr. via het Hunzedal en rond 1500 v.Chr. over een groot deel van Westerwolde. Door verschillende drogere en nattere perioden ontwikkelden zich verschillende soorten hoogveen in het gebied.
Het gebied van de huidige veenkoloniën was al voor die tijd bewoond, getuige de bodemvondsten zoals die bij Hoetmansmeer. Het betrof hier nomaden uit de Middensteentijd. Deze bevolking werd verdreven door het steeds groter wordende veengebied. Het gebied was slecht toegankelijk geworden. Bij Valthe - Ter Apel en Nieuw-Dordrecht zijn resten van veenwegen gevonden, daterend van de Jonge steentijd tot de IJzertijd.
Het veen had uit militair oogpunt een belangrijke functie als beschermende barrière. Op plaatsen met doorgangen door en langs het veen werden schansen gebouwd. Bourtange, Oudeschans en Nieuweschans in de provincie Groningen en de Emmerschans, Valtherschans en Schans De Katshaar in Drenthe zijn hier voorbeelden van. Vooral tussen 1580 en 1850 werd deze beschermende werking van dit moerasgebied tegen aanvallen uit het oosten belangrijk geacht, zoals tijdens de Eerste Münsterse Oorlog en de Tweede Münsterse Oorlog.

## Ontginning
De vervening gebeurde aanvankelijk alleen aan de rand van het gebied. Vermoed wordt dat turf als brandstof al zeer oud is. Bij ontginningen in de tweede helft van de middeleeuwen speelden kloosters een belangrijke rol, met name die van Aduard en Yesse in Essen.
Het veen werd ook ontgonnen voor de landbouw. In de middeleeuwen werd het veen aan de randen van het gebied ontwaterd voor het verbouwen van rogge. De ontwatering zorgt ervoor dat er een proces van vertering op gang komt waardoor de bodem daalt. Hierdoor konden tussen 1360 en 1500 in het noordoosten van het gebied grote stukken door de Dollard worden weggeslagen.
In de 16e eeuw komt de grootschalige veenontginning op gang. De Friese methode van vervening, waarbij gebruikgemaakt wordt van kanalen en wijken, wordt hier geïntroduceerd. De eerste verveningen gebeuren dicht bij de stad Groningen, langs de Hunze, zodat de turf over het riviertje afgevoerd kan worden. Groningen heeft veel behoefte aan brandstof en de turf uit het Bourtangermoeras is een belangrijke factor voor de economische groei van de stad. In de 17e eeuw krijgt Groningen Westerwolde in handen en kan de vervening nog grootschaliger worden aangepakt. Johan de la Haye en Johan Sems ontwerpen een grenslijn door het veen, die van Wolfsbarge aan het Zuidlaardermeer in een rechte lijn naar Ter Apel gaat. Deze lijn wordt de Semslinie genoemd en vormt de grens tussen Groningen en Drenthe.
Het Stadskanaal, dat in de 18e eeuw gegraven wordt, volgt deze Semslinie grotendeels. Dit kanaal wordt de belangrijkste transportroute bij het ontginnen van het veen. In de 19e eeuw is het een druk bevaren waterweg. De gebieden die ontgonnen zijn, worden veenkoloniën genoemd.
De ontginningen leiden er wel toe dat het resterende moerasgebied droger wordt. Dit ondergraaft de militaire functie van de oostelijke tak. Bij Bourtange worden daarom dijken aangelegd om het water beter vast te kunnen houden.
Bovendien arriveren er kolonisten uit Duitsland, die op het veen boekweit gaan verbouwen. Om de grond hiervoor geschikt te maken, wordt het veen eerst afgebrand. Vanwege de overlast die dit geeft wordt dit in 1925 verboden.
In de 19e eeuw krijgt turf als brandstof concurrentie van steenkool. De winsten van het verveningsbedrijf nemen daardoor af. In deze tijd wordt ook de verlengde Hoogeveense Vaart gegraven, waardoor ontginningen in de zuidelijke punt van het Bourtangermoeras een hoge vlucht nemen. In de 20e eeuw is niet langer turf het hoofdproduct, maar worden turfstrooisel, actieve kool en later ook potgrond belangrijke producten van het veen. In de resterende veengebieden worden geen wijken meer gegraven, maar wordt het veen per smalspoor naar bijvoorbeeld de turfstrooiselfabriek gebracht. Vandaar wordt het verder getransporteerd per schip, per stoomtram van de DSM, per trein en per vrachtauto. Nadat het Amsterdamsche Veld is afgegraven komt de vervening in Nederlandse deel van het Bourtangermoeras ten einde. Dit laatste verveende gebied maakt deel uit van het natuurgebied het Bargerveen. In het Duitse deel van het gebied vinden aan het begin van de 21e eeuw nog wel verveningen plaats.